# Pertica (Einheit)
Die Pertica, auch Percha, war ein vormetrisches römisches und italienisches Längenmaß. Sie entsprach einer Rute mit 2,96 Metern. Als Quadrat-Pertica wurde es als Flächenmaß verwendet.

## Längenmaß
- Venedig

In Venedig wurde ein Unterschied in große und kleine Rute gemacht. Bestimmend war der venezianische Fuß, Piede, mit 0,347735 Meter (1 Meter = 2,875753 Piedi). 
- - große Rute: 1 Pertica grande/Cavezzo = 6 Piedi = 924,9 Pariser Linien = 2,08641 Meter
  - kleine Rute: 1 Pertica piccola/Chebbo = 4,5 Piedi = 1,564807 Meter
- Herzogtum Parma
  - 1 Pertica = 6 Bracci di legno = 72 Once = 864 Punti = 10368 Atomi = 1442 Pariser Linien = 3,25 Meter

## Flächenmaß
- Mailand

In Mailand, mit einem anderen Fußmaß (0,435185 Meter), war es ein Flächenmaß.
- - 1 Quadrat-Pertica = 24 Tavole = 96 Quadrat-Trabucchi = 3456 Quadrat-Piedi = 654,5179615 Quadratmeter = 6,54518 Ar
- Großherzogtum Toskana mit Florenz
  - 1 Quadrat-Pertica/Quadrat-Canna = 80,7 Pariser Quadratfuß
  - 66 Quadrat-Perticche = 1 Stajolo = 1/10 Saccato
- Herzogtum Parma
  - 1 Quadrat-Pertica = 100 Pariser Quadratfuß = 10,552 Quadratmeter
  - 4 Quadrat-Perticche = 1 Travola
  - 48 Quadrat-Perticche = 1 Staro
- Piacenza
  - 1 Quadrat-Pertica = 24 Travole = 96 Quadrat-Cavezzi = 75 1/3 Pariser Quadratfuß = 7,949 Quadratmeter
- Venedig
  - 1 Quadrat-Pertica = 640 Travole = 41,25 Pariser Quadratfuß = 4,853 Quadratmeter